# Madame de Godeville
Marie Madeleine de Gotteville, connue sous le nom de Madame de Godeville est née à Bordeaux en 1740 et décédée après 1804.
Issue de l'union de Louis-François Le Vassor de La Touche, chevalier de Saint-Louis et major à Saint-Domingue, et de Marie-Anne de Bacq, elle épouse, en 1760, Robert Nicolas David de Gotteville, officier de la Marine royale de Rochefortpuis lieutenant des vaisseaux du roi à Brest, demeurant à Saint-Maurice. Elle est la nièce du comte de la Touche, chancelier du duc d’Orléans.

## Biographie
Figure tour à tour intrigante, libertine et informatrice de la police, elle exerce dans les années 1770, une influence considérable à Paris au sein des cercles mondains, se distinguant comme l'une des courtisanes les plus en vue de la capitale. D'une grande beauté, dotée d'un esprit vif et d'un penchant pour les remarques piquantes, elle bénéficie d'une popularité durable, attirant l'attention de la noblesse et du demi-monde.
Elle entretient également des liens intimes avec le comte de Morangiès. Menant un mode de vie dispendieux, pour échapper à ses créanciers, elle trouve refuge à Londres. Elle se lance dans la rédaction de Mémoires contre la Cour et se lie avec le libelliste Théveneau de Morande. Durant cette période, elle correspond avec l'abbé Sauveur-Jérôme Morand et Finet, lieutenant des maréchaux de France et son amant, leur fournissant des informations sur les publications londoniennes interdites grâce à ses contacts avec le libraire Peter Elmsley.
En 1774, elle est impliquée dans des transactions entre Finet, lieutenant des maréchaux de France, l'inspecteur Receveur et Morande, qui parvient à faire chanter le roi Louis XV. Trois ans plus tard, devenue indicatrice de la Police de Paris, elle entame pour deux années une « liaison de plaisir » avec Beaumarchais, devenant sa correspondante et bénéficiant d'une pension obtenue par l'intermédiaire de ses relations. Cependant, confrontée à des difficultés financières, elle sollicite l'aide de Beaumarchais et de Lenoir, qui lui verse à plusieurs reprises une somme considérable, provenant selon les sources, des fonds de la police ou de la caisse des jeux. Accablée de dettes, elle est enfermée au Temple en 1778 où elle est un temps la maîtresse de Gudin de La Brenellerie.
Au milieu de l'année 1779, Godeville s'installe à La Haye où elle acquiert une presse d'imprimerie et adopte les pseudonymes de comtesse de Verrière ou marquise de l'Espine. Au début de 1780, elle tente de faire chanter le duc de Richelieu, son ancien amant, célèbre pour ses liaisons amoureuses. Godeville le menace de publier Les 74 aventures de Mathusalem, recueil de poésie érotique révélant ses aventures sentimentales. Ses menaces et ses attaques vis-à-vis d'une maîtresse du duc de la Vauguyon, ambassadeur en Hollande, incitent les autorités parisiennes à agir contre Godeville. Elle est alors enlevée à La Haye sur ordre de Lenoir et emprisonnée à la Bastille. Dans ses papiers, parmi les « lettres galantes », se trouve des écrits sur les gouvernements français et anglais sur leur police respective et sur « les transfuges de Paris à Londres ». Libérée en 1780, elle est ensuite transférée au couvent de la Madeleine à La Flèche, où elle est assignée à résidence.
Après s'être échappée du couvent, Godeville séjourne un temps à Paris. Elle reprend ses activités de chantages vis-à-vis du ministère des Affaires étrangères en 1784. À cette période, elle se trouve à Lausanne et tente de vendre ses mémoires à des éditeurs suisses. Vergennes ordonne alors au vicomte de Polignac, ambassadeur français à Soleure, de solliciter les autorités de Berne pour arrêter Godeville ainsi que tout éditeur associé à elle. En 1784, malgré ses menaces renouvelées de publier ses mémoires, Godeville ne parvient pas à trouver un éditeur intéressé et semble abandonner toute velléités de chantage.